# Hart (Michigan)
Hart város az USA Michigan államában, Oceana megyében, melynek megyeszékhelye is. Lakosainak száma 2053 fő (2020. április 1.).

## Története
Hartot 1856-ban alapították, a települést Wellington Hartról nevezték el. 1862-ben Lyman Corbin gabonamalmot és fűrészmalmot épített. A város 1865-ben lett megyeszékhely.

## Népesség
A település népességének változása:
| Lakosok száma | 464  | 1950 | 2126 | 2053 |
|               | 1880 | 2000 | 2010 | 2020 |